# 阪口良平
阪口 良平（さかぐち　りょうへい、1975年2月6日 - ）は、日本のレーシングドライバー。
大阪府羽曳野市出身。
父の阪口顕は元BSワークスライダーで、現在はカートショップを経営。甥の阪口晴南もレーシングドライバーとして活動中。

## プロフィール
- 身長：178cm
- 体重：64kg
- 血液型：Rh+ O型
- 趣味：レーシングカート・ラジコン・ジム通い・テニス・ゴルフ・釣り・動物と遊ぶこと
- 愛車：エスティマ最終・グランツーリスモ320iMスポーツ・86ZN6・GT・AT・318is Mスポーツ5MT右ハンドル・318is Mスポーツ5MT左ハンドル・CB125R・エリシオン プレステージ・フォーミュラEnjoy・RX-8
- ライセンス：インターB

## 来歴
カート時代より比較的順調なキャリアを重ね、1996年にはフォーミュラ4（F4）のチャンピオンを獲得し、翌年にはフォーミュラ3（F3）に参戦を果たす。その後、スーパー耐久やシビックインターカップ等のツーリングカーのレースを経験。
1999年からは、韓国モータレーシング底上げのために招致ドライバーとして韓国選手権に参戦。日本人としては第一人者として努力し、2000年から2002年まで3年連続シリーズ2位。2003年には念願の日本人初となるKMRC (Korea Motor Racing Championship) 選手権シリーズ F1800（フォーミュラ・コリア）のシリーズチャンピオンを獲得する。
また、2001年に韓国GT選手権にもスポット参戦し、第3戦ではF1800とGTのWポールポジションを獲得して見せた。
一方、国内ではフォーミュラ・ドリームシリーズに2000年に参戦。テストから好タイムで初レースでは連続表彰台。セカンドルーキー賞を獲得した。
歴史の長い鈴鹿1000km耐久レースでは2002年から2005年まで4年連続クラスポールポジションを獲得。そしてSUPER GTのシリーズ戦になる前の最後の年である2005年に優勝を飾る。
SUPER GTでは、2006年にポルシェ996RSRでスポット参戦（初参戦でポイント獲得）。2007年はタレントTEAMでVEMACをドライブ第3戦では7位入賞を果たす。2008年は名門ノバエンジニアリングとTEAM UEMATSUがジョイントした4号車VEMACのエースドライバーとして初のフル参戦をし、第4戦のセパンでは4位フィニッシュ。その他ではスーパーラップに年間5回出場、公式テストでもTOPタイムを記録するなど速さを見せた。2021年のSUPER GTでは、muta Racing INGINGのドライバーとして参戦し、第4戦もてぎで悲願のSUPER GTでの初優勝を飾った。

## レース戦績
- 1990年 - レーシングドライバーとしてカートレースデビュー。初戦4位　次のレースでは優勝
- 1991年 - SストックEXPクラス名阪&宝塚シリーズ Wチャンピオン
- 1992年 - Aストック近畿選手権シリーズ チャンピオン（6戦全勝）
- 1993年 - 全日本FAカート選手権・鈴鹿選手権シリーズ出場（最高位2位）
- 1994年 - ワールドカップin鈴鹿 ICAクラス 10位
- 1995年
  - F4 TI選手権シリーズ6位（最高順位3位）WEST936トヨタ
  - F4 鈴鹿選手権シリーズ7位（最高順位2位）WEST936トヨタ
- 1996年
  - F4 TI選手権シリーズチャンピオン（3勝） WEST936マツダ
  - F4 美祢選手権シリーズチャンピオン（2勝） WEST936マツダ
  - F4 鈴鹿選手権シリーズ4位（最高順位2位）WEST936マツダ
- 1997年
  - 全日本F3選手権出場（最高順位9位）ダラーラ395トヨタ
  - スーパーN1耐久シリーズ（現：スーパー耐久）スポット参戦　EG6シビック
- 1998年
  - ホンダシビックインターカップシリーズ　10位（最高順位7位）EK4シビック
  - スーパーN1耐久シリーズ 6位（最高順位2位）EK4シビック
- 1999年
  - 韓国チャンウォンスーパープリ公道レース F1800クラス2位 JK96＆KIA
  - 鈴鹿クラブマン300Km耐久レース　優勝　EK9シビック
  - 韓国MBC選手権シリーズ F1800クラス（最高順位3位）JK96＆KIA
- 2000年
  - フォーミュラ・ドリームシリーズ 4位（セカンドルーキー賞獲得）
  - 韓国MBC選手権シリーズ F1800 クラス2位（1勝）JK96ヒュンダイ
  - 鈴鹿クラブマン300Km耐久レース 2位 EG6シビック
  - スーパーN1耐久シリーズ スポット参戦（最高順位3位）DC2インテグラ
- 2001年
  - 韓国チャンウォンスーパープリ公道レース F1800クラス3位 JK02ヒュンダイ
  - スーパーN1耐久シリーズ　スポット参戦（最高順位5位）ランサーエボリューション
  - 韓国KMRC選手権シリーズ F1800クラス2位（2勝）JK02ヒュンダイ
  - フォーミュラ・ドリームシリーズ スポット参戦（最高順位2位）韓国とバッティングの為断念
  - 韓国KMRC選手権シリーズ GTスポット参戦（最高順位2位）ヒュンダイ タービュランス
- 2002年
  - インターナショナルポッカ1000km耐久レース クラスPP オスカーSK5.2トヨタ
  - 韓国チャンウォンスーパープリ公道レース F1800 クラスPP＆優勝 JK02ヒュンダイ
  - ホンダインテグラインターカップシリーズ スポット参戦 DC5インテグラ
  - 韓国KMRC選手権シリーズ F1800クラス2位（3勝）JK02ヒュンダイ
- 2003年
  - インターナショナルポッカ1000km耐久レース クラスPP オスカーSK5.2トヨタ
  - 鈴鹿クラブマン300Km耐久レース 総合PP＆決勝2位 オスカーSK93マツダ
  - スーパー耐久シリーズ 1クラスシリーズ7位 R34スカイラインGT-R
  - 韓国チャンウォンスーパープリ公道レース GT-1クラス2位 ヒュンダイ トスカーニ
  - 韓国KMRC選手権シリーズ F1800　クラスチャンピオン（1勝） JK02ヒュンダイ
    - 韓国F1800 チャンピオン（日本人初）
- 2004年
  - インターナショナルポッカ1000km耐久レース クラスPP＆決勝2位 オスカーSK5.2トヨタ
  - 鈴鹿クラブマン300Km耐久レース FinalRound RSクラスPP＆優勝 オスカーSK5.2トヨタ
  - スーパー耐久シリーズ 4クラスシリーズ4位 DC5インテグラ
- 2005年
  - インターナショナルポッカ1000km耐久レース クラスPP＆優勝 オスカーSK5.2トヨタ
  - 韓国KMRC選手権シリーズ GT-1クラス参戦（第1戦3位獲得）
  - スーパー耐久シリーズ 2クラス シリーズ7位 CT9Aランサーエボリューション
  - 鈴鹿クラブマン300Km耐久レース 総合ポールポジション オスカーSK93マツダ
- 2006年
  - SUPER GT・GT300クラス シリーズ33位
  - スーパー耐久シリーズ ST2クラス シリーズ3位（1勝）CT9Aランサーエボリューション
  - Japan Le Mans Challenge LMP2シリーズ5位（第3戦コースレコードPP獲得）
- 2007年
  - SUPER GT・GT300クラス シリーズ25位
  - スーパー耐久シリーズ ST2クラス シリーズ5位 CT9Aランサーエボリューション
  - Taebaek International Super300 ST2クラス　2位　CT9Aランサーエボリューション
- 2008年
  - SUPER GT・GT300クラス シリーズ17位
  - スーパー耐久シリーズ ST2クラス シリーズ2位（1勝）CT9Aランサーエボリューション
- 2009年
  - スーパー耐久シリーズ ST2クラス 第1戦、第4戦、第5戦優勝 シリーズ2位（3勝）
  - 2009 O CJ superrace（韓国のSUPER GT）第2戦より参戦 2000クラス第5戦 PP＆優勝
- 2010年
  - スーパー耐久シリーズ　ST2クラス
  - インターナショナル ポッカ GT サマースペシャル
- 2021年
  - SUPER GT・GT300クラス 第4戦優勝

### 全日本フォーミュラ3選手権
| 年     | チーム                                   | シャシー     | エンジン      | クラス | 1      | 2       | 3       | 4    | 5       | 6    | 7    | 8    | 9    | 10     | 11   | 12   | 13   | 14   | 15   | 順位 | ポイント |
| ------ | ---------------------------------------- | ------------ | ------------- | ------ | ------ | ------- | ------- | ---- | ------- | ---- | ---- | ---- | ---- | ------ | ---- | ---- | ---- | ---- | ---- | ---- | -------- |
| 1997年 | アキランドレーシング                     | ダラーラF395 | トヨタ・3S-GE |        | SUZ 9  | TSU 13  | MIN Ret | FSW  | SUZ Ret | SUG  | SEN  | TRM  | FSW  | SUZ 15 |      |      |      |      |      | NC   | 0        |
| 2012年 | シーエムエスモータースポーツプロジェクト | ダラーラF306 | トヨタ・3S-GE | N      | SUZ1 8 | SUZ2 12 | TRM1    | TRM1 | FSW1    | FSW2 | TRM1 | TRM2 | OKA1 | OKA2   | SUG1 | SUG2 | SUG3 | FSW1 | FSW2 | 8位  | 6        |

### SUPER GT
| 年     | チーム                        | 使用車両                                | クラス | 1       | 2       | 3      | 4       | 5      | 6       | 7      | 8       | 9      | 順位 | ポイント |
| ------ | ----------------------------- | --------------------------------------- | ------ | ------- | ------- | ------ | ------- | ------ | ------- | ------ | ------- | ------ | ---- | -------- |
| 2006年 | 910RACING WITH TEAM ISHIMATSU | ポルシェ・911 GT3RS                     | GT300  | SUZ     | OKA     | FSW    | SEP     | SUG    | SUZ 12  | TRM    | AUT     | FSW 18 | 33位 | 4        |
| 2007年 | YOKOYAMA RACING               | ヴィーマック・320R                      | GT300  | SUZ 15  | OKA     | FSW 7  |         |        |         |        |         |        | 25位 | 5        |
| 2007年 | CLUTCH WORK WITH TTO          | ヴィーマック・320R                      | GT300  |         |         |        | SEP     | SUG 16 | SUZ 10  | TRM    | AUT     | FSW 13 | 25位 | 5        |
| 2008年 | Team UEMATSU NOVA             | ヴィーマック・320R                      | GT300  | SUZ 8   | OKA 13  | FSW 8  | SEP 4   | SUG 8  | SUZ Ret | TRM 15 | AUT 7   | FSW 8  | 17位 | 24       |
| 2010年 | R'Qs MotorSports              | ヴィーマック・350R                      | GT300  | SUZ     | OKA     | FSW    | SEP     | SUG    | SUZ 13  | FSW    | TRM     |        | NC   | 0        |
| 2012年 | JLOC                          | ランボルギーニ・ガイヤルド RG-3         | GT300  | OKA     | FSW Ret | SEP    | SUG     | SUZ 10 | FSW     | AUT    | TRM     |        | 26位 | 2        |
| 2013年 | Arnage Racing                 | アストンマーティン・V12ヴァンテージ GT3 | GT300  | OKA     | FSW Ret | SEP    | SUG     | SUZ 8  | FSW     | AUT    | TRM     |        | 24位 | 4        |
| 2015年 | PACIFIC RACING TEAM           | マクラーレン・MP4-12C GT3               | GT300  | OKA     | FSW     | CHA    | FSW 16  | SUZ 22 | SUG 23  | AUT 20 | TRM Ret |        | NC   | 0        |
| 2016年 | Gulf Racing with PACIFIC      | ポルシェ・911 GT3R                      | GT300  | OKA DNQ | FSW Ret | SUG 13 | FSW 21  | SUZ 13 | CHA 17  | TRM 22 | TRM 8   |        | 23位 | 3        |
| 2017年 | EIcars BENTLEY TTO            | ベントレー・コンチネンタル GT3          | GT300  | OKA 20  | FSW 16  | AUT 19 | SUG     | FSW 18 | SUZ Ret | CHA    | TRM 22  |        | NC   | 0        |
| 2018年 | EIcars BENTLEY                | ベントレー・コンチネンタル GT3          | GT300  | OKA 21  | FSW 22  | SUZ 18 | CHA     | FSW 13 | SUG 15  | AUT 18 | TRM 19  |        | NC   | 0        |
| 2019年 | TEAM MACH                     | トヨタ・86 MC                           | GT300  | OKA     | FSW     | SUZ    | CHA     | FSW 17 | AUT     | SUG    | TRM     |        | NC   | 0        |
| 2020年 | ADVICS muta Racing INGING     | トヨタ・86 MC                           | GT300  | FSW 14  | FSW 9   | SUZ 13 | TRM 16  | FSW 7  | SUZ 2   | TRM 22 | FSW 3   |        | 9位  | 34       |
| 2021年 | muta Racing INGING            | ロータス・エヴォーラ MC                 | GT300  | OKA Ret | FSW 10  | SUZ 9  | TRM 1   | SUG 16 | AUT 18  | TRM 24 | FSW 12  |        | 11位 | 23       |
| 2022年 | Arnage Racing                 | トヨタ・86 MC                           | GT300  | OKA 16  | FSW 25  | SUZ 20 | FSW 7   | SUZ 23 | SUG 22  | AUT 21 | MOT 16  |        | 29位 | 4        |
| 2023年 | PACIFIC RACING TEAM           | メルセデスAMG・GT3 Evo                  | GT300  | OKA 23  | FSW DNS | SUZ 24 | FSW 22  | SUZ 11 | SUG 17  | AUT 23 | MOT 19  |        | NC   | 0        |
| 2024年 | PACIFIC RACING TEAM           | メルセデスAMG・GT3 Evo                  | GT300  | OKA 21  | FSW 12  | SUZ 17 | FSW Ret | SUZ 17 | SUG 14  | AUT 20 | MOT Ret |        | NC   | 0        |
| 2025年 | PACIFIC RACING TEAM           | メルセデスAMG・GT3 Evo                  | GT300  | OKA 5   | FSW     | SEP    | FSW     | SUZ    | SUG     | AUT    | MOT     |        | 5位* | 11*      |

### 主なタイトル戦績
- 1996年　フォーミュラ4 Wシリーズチャンピオン
- 2000年　フォーミュラ・ドリーム セカンドルーキー賞獲得
- 2003年　韓国F1800シリーズ チャンピオン（日本人初）
- 2005年　インターナショナルポッカ1000km耐久レース　RSクラス優勝

### 主なレコード
- 鈴鹿サーキット RSクラスコースレコード
- 岡山国際サーキット ワーゲンルポクラスコースレコード
- 岡山国際サーキット LMP-2コースレコード
- 十勝インターナショナルスピードウェイ ST2クラスコースレコード

## 関連人物
- 阪口晴南 - 甥のレーシングドライバー